# 歌人
歌人是日本傳統詩歌形式和歌的創作者。現多以結社的方式在雜誌等刊物上發表作品，形式涉及到短歌、歌論、歌集書評，內容有演講、批評、教育、啓蒙、選歌活動等等。